# Papercup Records
Papercup Records ist ein deutsches Musiklabel.

## Geschichte
Papercup Records war zunächst der Labelname, unter dem die Kölner Band Timid Tiger 2012 und 2013 Musik veröffentlichte. Die Label- und Vertriebsstruktur wurde zunächst von dem Hamburger Label Buback / Indigo / Finetunes zur Verfügung gestellt. Anfang 2017 wurde Papercup Records als eigenständiges Label von den Musikern und Musikproduzenten Steffen Wilmking und Keshav Purushotham gegründet und ein Vertriebsvertrag mit Rough Trade Distribution geschlossen. Wilmking und Purushotham kennen sich aus ihrer Zeit als Schlagzeuger und Sänger bei Timid Tiger und aus gemeinsamen Produktionen für andere Künstler. Das Label konzentriert sich auf Veröffentlichungen von Vinyltonträgern und über digitale Portale. Zu Papercup Records gehören die Sublabels A Cup of Good Hope, Breezzze, Musikiste, AAa / Am Anfang angekommen und Safe Space Records. 2020 gewannen die Papercup Records Künstler Keshavara und ACUA beim PopNRW-Preis den ersten und zweiten Platz in der Kategorie Outstanding Artist.

## Künstler

### Papercup Records
- Timid Tiger
- Keshavara
- Andrew Collberg
- Salomea
- polypixa
- DARGZ
- Der Assistent
- ESCHES
- Soft Saints
- Faira
- Elias Weber
- Delusional Mind
- Annie Bloch
- LIV ALMA
- Marek Johnson
- EESE
- PAUER
- Klinkhammer
- Aroma von Troisdorf
- Tammo Dehn
- Teo Wise
- Divine Past
- VIMES
- Invisible Twins
- Boddy & Raquet
- Plasma Hal
- The Sun Set
- ACUA
- Aerobics
- GiGi Girls
- Limits of My Mental Constitution
- Infant Finches
- Ray Novacane
- And the Hurley Sea
- Ramesh Shotham & Madras Special
- Roland Kaiser Wilhelm
- Sam Gendel (nur 7″ Single)

### A Cup of Good Hope
- Yang Nips
- Moonspatz
- Gimme A Break
- keko.the.dog
- Mølto
- Sophia Nga
- TiL TaiLor
- marsquake
- Howie Doowin & Osive

### Breezzze
- Raquelle Morgana
- Yatakoda
- Syd & Singer
- Sativa im Exil
- DreamOcean
- Lute Barrett

### Musikiste
- UFER
- Sahana Naresh
- Menotti HiFi
- Spooner & Wilmking
- Jona Steinbach
- Jonathan Hurt
- Wolke
- Hamish Imlach

### AAa / Am Anfang angekommen
- Georg auf Lieder
- Berliner Doom
- BØE
- SCHRAMM

## Diskografie (Auszug)
Alben und EPs
- Timid Tiger – The Streets Are Black (2012)
- Timid Tiger – Hangin’ in the Sun EP (2012)
- Timid Tiger – The Sun Goes Down EP (2012)
- Timid Tiger – Walking in the Sand EP (2013)
- Keshavara – Keshavara (2016)
- Ray Novacane – Mabuhay EP (2017)
- Ramesh Shotham & Madras Special – here it is. (2018)
- And the Hurley Sea – The Unknown Arriving (2018)
- V.A. – Songs We Didn’t Dare to Put Out (2019)
- Roland Kaiser Wilhelm – Indigo EP (2019)
- Spooner & Wilmking – Tooze Blooze (digitaler Release, 2019, Musikiste)
- Spooner & Wilmking – Crazy 'Bout You (digitaler Release, 2019, Musikiste)
- Spooner & Wilmking – Just Recovered (digitaler Release, 2019, Musikiste)
- Spooner & Wilmking – Kneipenfolk [Live] (digitaler Release, 2019, Musikiste)
- Infant Finches – Yellow Tape (2020)
- ACUA – Head Under Water (2020)
- Infant Finches – Orange Tape (2020)
- Limits of My Mental Constitution – Places (2020)
- VIMES – Where It Hurts the Most EP (2020)
- Plasma Hal – Plasma Hal 1 EP (2020)
- Boddy & Raquet – The Good Fences EP (2020)
- Timid Tiger – Timid Tiger and the Electric Island (10 Years Anniversary Edition) (2020)
- Moonspatz – Radio Moonspatz EP (2019, A Cup of Good Hope)
- The Sun Set – The Sun Set EP (2020)
- Yang Nips – Lau A'ohe eha EP (2020, A Cup of Good Hope)
- Keshavara – Pineapple Meditation EP (2020)
- Plasma Hal – Plasma Hal 2 EP (2020)
- Andrew Collberg – Magnolia (2020)
- Roland Kaiser Wilhelm – Indigo Remixes EP (2020)
- marsquake – Inner Space EP (2021, A Cup of Good Hope)
- Keshavara – Pineapple Meditation Remixed EP (2021)
- Ramesh Shotham & Madras Special – Ramesh Shotham presents Madras Special (2021)
- Jona Steinbach – Boat Drinks (2021, MusiKiste)
- Georg auf Lieder – Georg auf Lieder (2021, AAa/Am Anfang angekommen)
- Sahana Naresh – Shore Out of Reach (2021, MusiKiste)
- Klinkhammer – azure (2021)
- BØE – The Hymn of Melancholia (2021, AAa/Am Anfang angekommen)
- Aroma von Troisdorf – Aroma von Troisdorf (2021)
- Plasma Hal – Plasma Hal 3 EP (2021)
- Keshavara – Kabinett der Phantasie (2021)
- Yang Nips – p r i z b a EP (2022, A Cup of Good Hope)
- Mølto – Overnight EP (2022, A Cup of Good Hope)
- marsquake – Missions EP (2022, A Cup of Good Hope)
- Infant Finches – Sci-Fi Immune (2022)
- Georg auf Lieder – 8-Spur Lockdown Tape (2022, AAa/Am Anfang angekommen)
- Schramm – I Made This for Myself (I Didn't Make It for You) (2022, AAa/Am Anfang angekommen)
- Plasma Hal – Plasma Hal 4 EP (2022)
- ACUA – Is There More Past or More Future (2022)
- Andrew Colberg – A Modern Act (2023)
- ESCHES – Tavira EP (2023)
- Marek Johnson – At Home Again, Singing (2023)
- polypixa – Queer Criminals (2023)
- Soft Saints – Infinty Pool (2023)
- EESE – This All Will Fade (2023)
- Teo Wise – El Pistadores EP (2023)
- Aroma von Troisdorf – Buttergolem (2023)
- Der Assistent – Der Assistent (2023)
- LIV ALMA – LIV ALMA (2023)
- ESCHES – ESCHES (2023)
- Menotti HiFi – Yksi (2023, MusiKiste)
- EESE – TAWF Remixes EP (2023)
- UFER – Gegenlicht EP (2023, MusiKiste)
- Ramesh Shotham Trio – It Is What It Is (2023, MusiKiste)
- Tammo Dehn – Eine Sammlung EP (2023)
- Syd & Singer – Gates EP (2023, B r e e Z z z e)
- Georg auf Lieder – Live bei Dussmann (2023, AAa/Am Anfang angekommen)
- DARGZ – Happiness (2023)
- Moonspatz – Ashram of Coins (2023, A Cup of Good Hope)
- Plasma Hal – Heimorgel Hacienda Hal (2024)
- Andrew Colberg – Popcorn Graveyard (2024)
- Marek Johnson – Mumbling on the Floor (2024)
- Tammo Dehn – Alles jederzeit (2024)
- Faira – Skies, Waters EP (2024)
- Keshavara – III (2024)
- Der Assistent – Amnesie am Amazonas (2024)
- Salomea – Good Life (2024)